# Protocollo internazionale di misura e verifica delle prestazioni
Il Protocollo internazionale di misura e verifica delle prestazioni è una raccolta delle migliori pratiche oggi disponibili per verificare i risultati di progetti di efficienza energetica, efficienza idrica e fonti rinnovabili in qualsiasi campo, dagli edifici civili ai siti industriali. Questo protocollo è stato sviluppato da un insieme di organizzazioni internazionali (guidate dal dipartimento dell'energia degli Stati Uniti) a partire dal 1994.
L'IPMVP ha assunto diverse forme e una prima versione denominata "North American Energy Measurement and Verification Protocol” (NEMVP) fu pubblicata nel 1995. Questa versione è stata poi aggiornata, ampliata ed internazionalizzata nel 1997 quando venne pubblicata la prima edizione dell'attuale IPMVP. Successivamente, nel Gennaio 2001 fu pubblicata una terza versione che comprendeva due volumi distinti; nello stesso anno, nel mese di settembre, fu creata la IPMVP Inc., un'organizzazione senza scopo di lucro il cui obiettivo era quello di coinvolgere la comunità internazionale nell'adozione di questo protocollo. I documenti relativi al protocollo IPMVP, infatti, sono liberamente scaricabili dal sito di EVO previa registrazione gratuita.
Nel 2004 l'IPVMP Inc. cambiò il suo nome ed assunse la sua attuale forma: EVO – Efficiency Valuation Organization. 
L'uso di questo protocollo è molto diffuso tra le ESCO negli Stati Uniti e sta acquisendo popolarità anche in altri paesi (Cina, India, Sudafrica, Australia, Spagna, Portogallo, Francia, ecc.). Si evidenzia che il Protocollo è in continua evoluzione ed è attualmente tradotto in 16 lingue.
A fine 2017 è stata pubblicata da EVO la nuova versione del volume "Concetti base" che ha introdotto alcune migliorie, ad esempio: 
- le definizioni sono maggiormente armonizzate con la UNI CEI EN ISO 50001;
- è stato introdotto, oltre ai consumi evitati e i risparmi normalizzati, l'approccio di "back casting";
- nell'Opzione C, il risparmio può scendere al di sotto del 10% dei consumi evitati previa valutazione dell'incertezza.

## Le certificazioni
Dal 2022 EVO offre due certificazioni per professionisti della M&V legate al protocollo IPMVP: Analista della Misura e Verifica delle Prestazioni (PMVA) ed Esperto di Misura e Verifica delle Prestazioni (PMVE).
Fino al 2021, EVO insieme all'AEE (Association of Energy Engineers), hanno collaborato alla certificazione “Certified Measurement & Verification Professional (CMVP)”.

## IPMVP in Italia
Nel 2003 fu tradotta per la prima volta in Italiano la versione IPMVP relativa all'edizione americana del 2000; dal 2016 è disponibile l'ultima edizione in italiano, grazie al contributo di FIRE (training partner italiano di EVO), che ha tradotto i volumi: “Concetti base” e  “Statistica e Incertezza per IPMVP”.

## Obiettivo
Questo protocollo è diventato lo standard in fatto di misura e verifica, sia negli Stati Uniti che in altri paesi. L'IPMVP è uno strumento che permette di valutare i reali benefici energetici ed economici degli interventi; è quindi molto utile quando si propongono progetti di efficienza energetica e si attua un controllo nel tempo dell'andamento dei risparmi, nei sistemi di incentivazione basati sui risultati ottenuti e nei sistemi di gestione dell'energia. Anche nelle diagnosi energetiche è necessario indicare come verificare i risultati delle opportunità proposte. Un piano di Misura e Verifica (M&V) secondo l'IPMVP, essendo condiviso dalle parti, si rivela uno strumento fondamentale nei contratti a prestazioni garantite (Energy Performance Contract – EPC) con le ESCO, minimizzando i costi di transazione legati all'insufficiente conoscenza degli aspetti tecnici, gestionali e comportamentali.

## Approcci ed opzioni dell'IPMVP
L'IPMVP prevede due approcci e quattro opzioni che consentono di coprire tutti i possibili scenari, dando un peso differente al risparmio generato dal singolo intervento e agli effetti sinergici con altri interventi, con l'edificio e gli impianti esistenti.
Un altro aspetto importante è l'accuratezza delle valutazioni, che è funzione delle risorse: l'IPMVP richiede che l'accuratezza venga valutata, ma lascia ampia flessibilità alle parti di decidere qual è l'accuratezza più appropriata per ogni progetto.
L'IPMVP fornisce dunque procedure che, se realizzate correttamente, consentono ai diversi attori coinvolti nei progetti di efficienza di individuare parametri e procedure per caratterizzarne i benefici e tenerli sotto controllo nel tempo.
- Opzione A: Isolamento dell'intervento – misura dei parametri principali

I risparmi sono determinati tramite la misura sul campo di uno o più parametri rilevanti delle prestazioni che siano in grado di definire il consumo energetico del sistema o dei sistemi interessati dall'intervento. La frequenza di misura va da breve termine a continuativa, a seconda delle variazioni previste nel parametro misurato e della durata del periodo di rendicontazione (periodo post intervento). I parametri non selezionati per misure sul campo vengono stimati. Le stime possono essere basate su dati storici, specifiche del costruttore o valutazioni tecniche. Viene valutato un plausibile errore sui risparmi derivanti da una stima invece che da misura.
- Opzione B: Isolamento dell'intervento – misura di tutti i parametri

I risparmi sono determinati dalla misura sul campo del consumo energetico del sistema interessato dall'intervento. La frequenza di misura va da breve termine a continuativa a seconda delle variazioni previste nei risparmi e della durata del periodo di rendicontazione.
- Opzione C: Intero impianto/struttura

I risparmi sono determinati misurando il consumo di energia a livello dell'intero impianto/struttura o di una sua parte. Per tutto il periodo di rendicontazione vengono prese misure continuative del consumo energetico dell'intero impianto/struttura.
- Opzione D: Simulazione calibrata

I risparmi sono determinati misurando il consumo di energia a livello di intero impianto/struttura o di una sua parte. Le prestazioni dell'impianto/struttura vengono modellate e simulate tramite un software specifico.